# Реяд, Ибрагим
Ибраги́м Моха́ммед Реяд (араб. ابراهيم محمد ريد‎; род. 5 апреля 1941, Королевство Египет) — бывший египетский футболист, играл на позиции нападающего. Один из лучших бомбардиров в истории Египетской премьер-лиги (123 гола).

## Биография

### Клубная карьера
Большую часть футбольной карьеры Реяд играл за «Терсану», в составе которой выиграл чемпионский титул 1963 года и два Кубка Египта в 1965 и 1967 годах. Его партнёром в линии нападения был Хассан Эль-Шазли, один из лучших и результативных нападающих в истории египетского футбола. 
За всё время выступления за «Терсану» Реяд забил 123 гола и благодаря этому одним из лучших бомбардиров в истории Египетской премьер-лиги.

### Карьера в сборной
В составе сборной Египта принимал участие на олимпийском футбольном турнире 1964 года, где был основным игроком и сыграл в 6 матчах на турнире. В матче группового этапа со сборной Южной Кореи (10:0) оформил гекса-трик (6 голов за матч) и всего забил 8 голов на турнире. Египтяне играли в матче за бронзу, где уступили сборной ГДР со счётом 2:1.
Помимо этого, Реяд играл на Кубке африканских наций 1963 года и Кубке африканских наций 1970 года, на которых становился бронзовым призёром. 

## Достижения

### Командные
«Терсана»
- Чемпион Египта (1): 1962/63
- Обладатель Кубка Египта (2): 1964/65, 1966/67

### Личные
- Лучший бомбардир чемпионата Египта (2): 1961/62 (20 голов), 1963/64 (26 голов)